# Яппаров, Карам Харламович
Кара́м Харламович Яппа́ров (Каррамулла Халиуллович; тат. Кәрам Хәлиулла улы Җәббаров, 24 декабря 1924, Зильдярово, Зильдяровская волость, Белебеевский кантон, Башкирская АССР, РСФСР, СССР — май 2016, Качканар, Свердловская область, Россия) — агломератчик Качканарского горно-обогатительного комбината, Герой Социалистического Труда (1971). Участник Великой Отечественной войны, награждён боевыми наградами.

## Биография
Родился в 1924 году в деревне Зильдярово Белебеевского кантона Башкирской АССР (ныне Миякинского района Республики Башкортостан). Татарин.
Образование неполное среднее.
В декабре 1942 года, когда Караму исполнилось 17 лет, он пришёл в военкомат и попросился на фронт. Был командиром расчёта. Его мужество отметили медалью «За отвагу».
В Качканар Карам Харламович приехал по направлению Кусинского горкома партии в мае 1964 года. Работал агломератчиком на Качканарском горно-обогатительном комбинате, участвовал в освоении производства железованадиевого агломерата.
Указом Президиума Верховного Совета СССР от 30 марта 1971 года Яппарову Караму Харламовичу присвоено звание Героя Социалистического Труда за вклад в выполнение заданий XVIII пятилетки. Он остаётся единственным работником Качканарского ГОКа, удостоенным этого звания.
После выхода на пенсию проживал в Качканаре. Умер 4 июня 2016 года. Похоронен на кладбище посёлка Валериановск Качканарского городского округа.
5 октября 2016 года на доме в Качканаре, в котором жил Карам Харламович, была установлена мемориальная доска.

## Награды
- Герой Социалистического Труда (1977)[4];
- Награждён орденами Ленина, Отечественной Войны II степени, Трудового Красного Знамени и «Знак Почёта»[4];
- Медаль «За отвагу».